# Naučná stezka Smolnický potok
Naučná stezka Smolnický potok se nachází na katastrech obce Chlumčany a vesnice Brloh. Je zaměřena na popis flóry a fauny území, kterým prochází, na hydrologii Smolnického potoka a na historii osady Bosna. Založil ji Obecní úřad Chlumčany a odbor životního prostředí Městského úřadu v Lounech, texty pořídil Český svaz ochránců přírody Hasina Louny. Její východiště se nachází na návsi v Chlumčanech, končí poblíž čp. 1 v Brlohu.

## Historie a trasa
Název stezky je odvozen od jména potoka, po jehož břehu je většinu trasy vedena. Rok vzniku stezky zřizovatel neuvádí, vybudována byla mezi roky 2004 a 2007. V minulosti měla zastavení 6 a vedla až do Cítolib. Dnes měří necelých 2,5 km, má 4 naučné tabule a většinou vede podél Smolnického potoka. Trasa stezky je identická se žlutou turistickou značkou.   

## Jednotlivé zastávky
1. V Bosně. Tabule informuje o historii Chlumčan, zmiňuje dějiny chlumčanského vinařství a vysvětluje etymologii názvu osady Bosna.
2. U Viaduktu. Zastávka se nachází v sousedství železničního viaduktu trati Louny-Kralupy, který se klene nad Smolnickým potokem. Text informuje mj. o historii regulací potoka a upozorňuje na výskyt vzácného čápa černého.
3. U lesa. Tabule upozorňuje především na místní faunu.
4. Brloh. Informace o čp. 1 v Brloze a místní flóře.

## Galerie

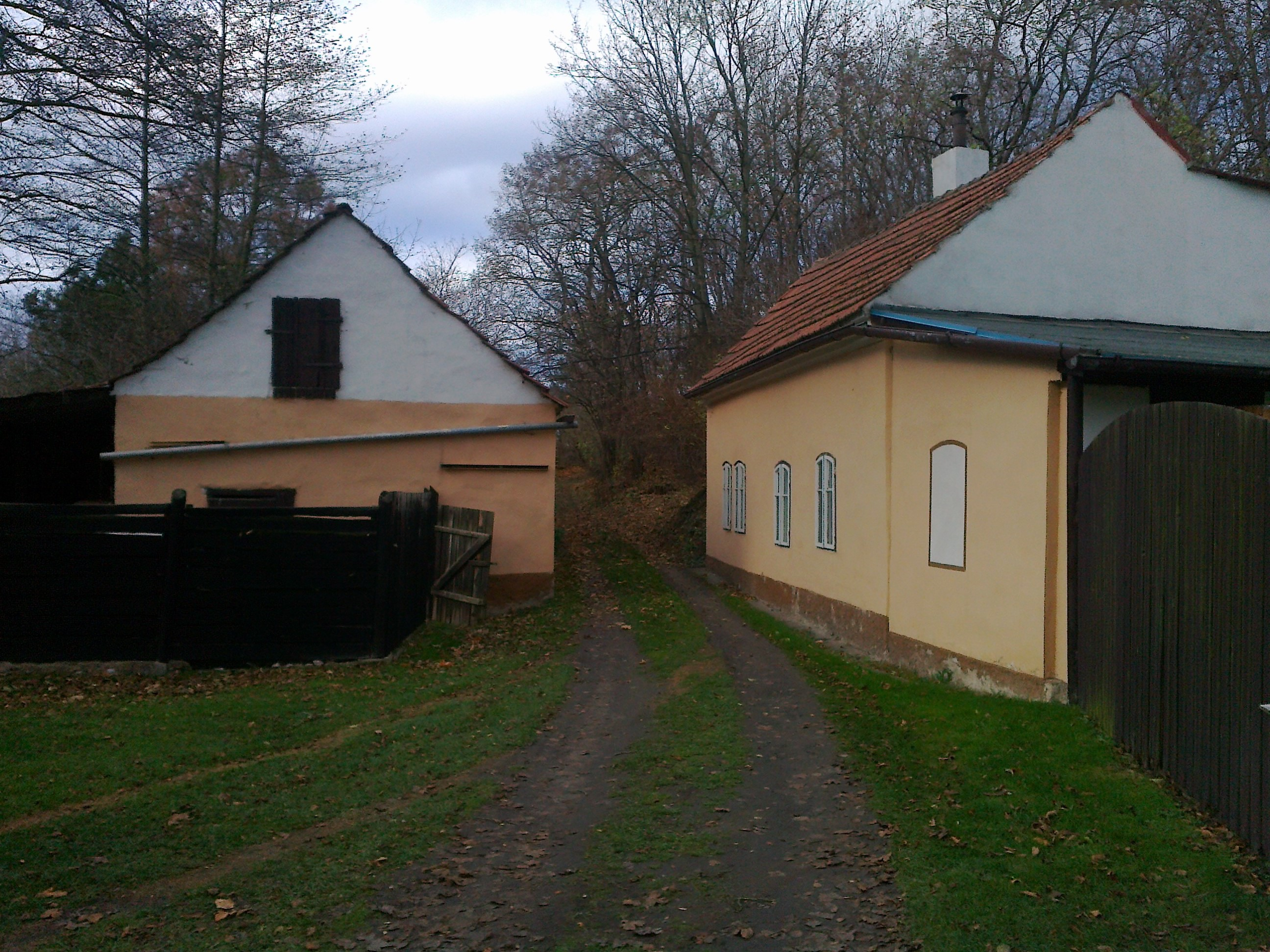
Osada Bosna
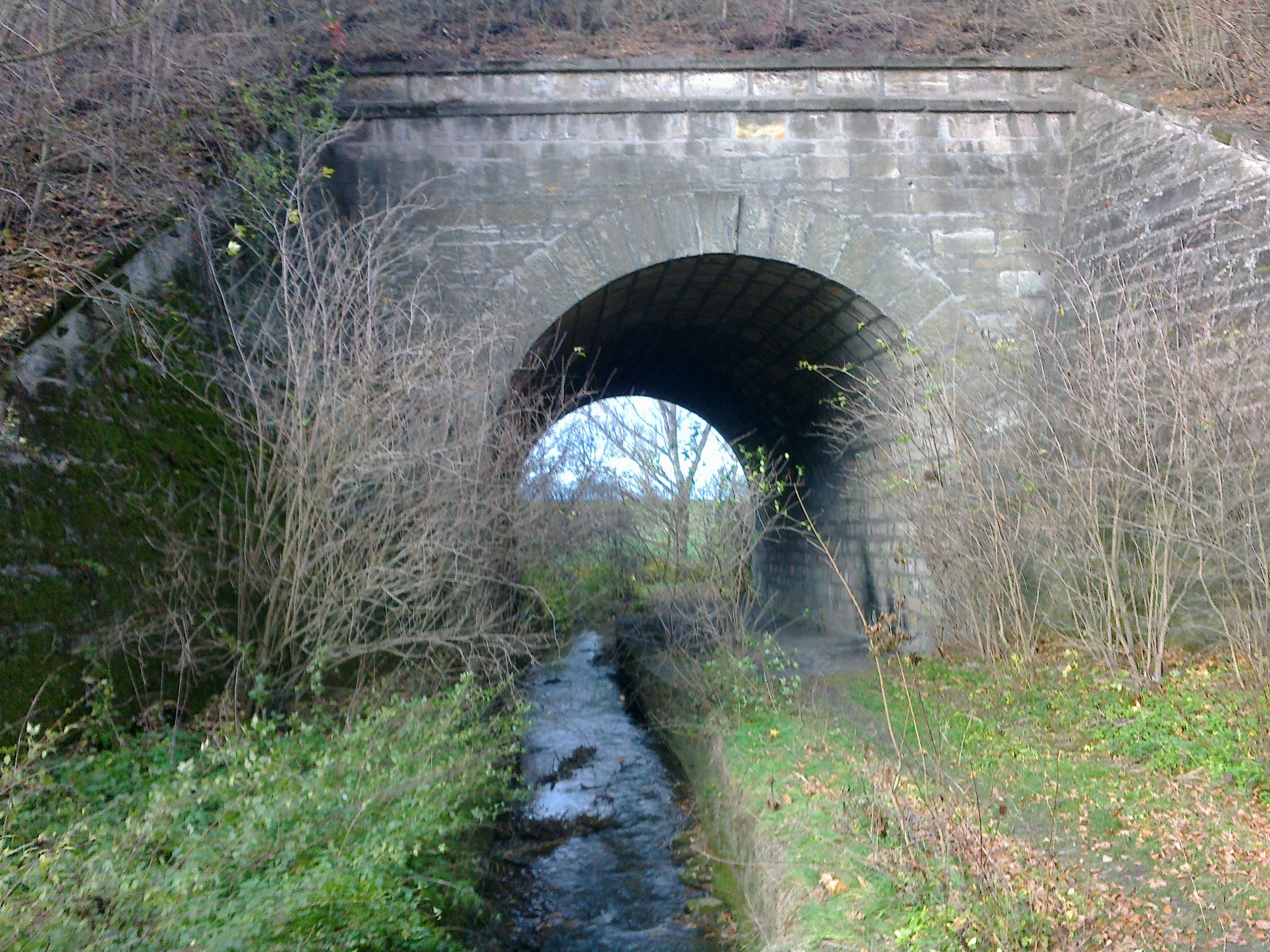
Viadukt nad Smolnickým potokem
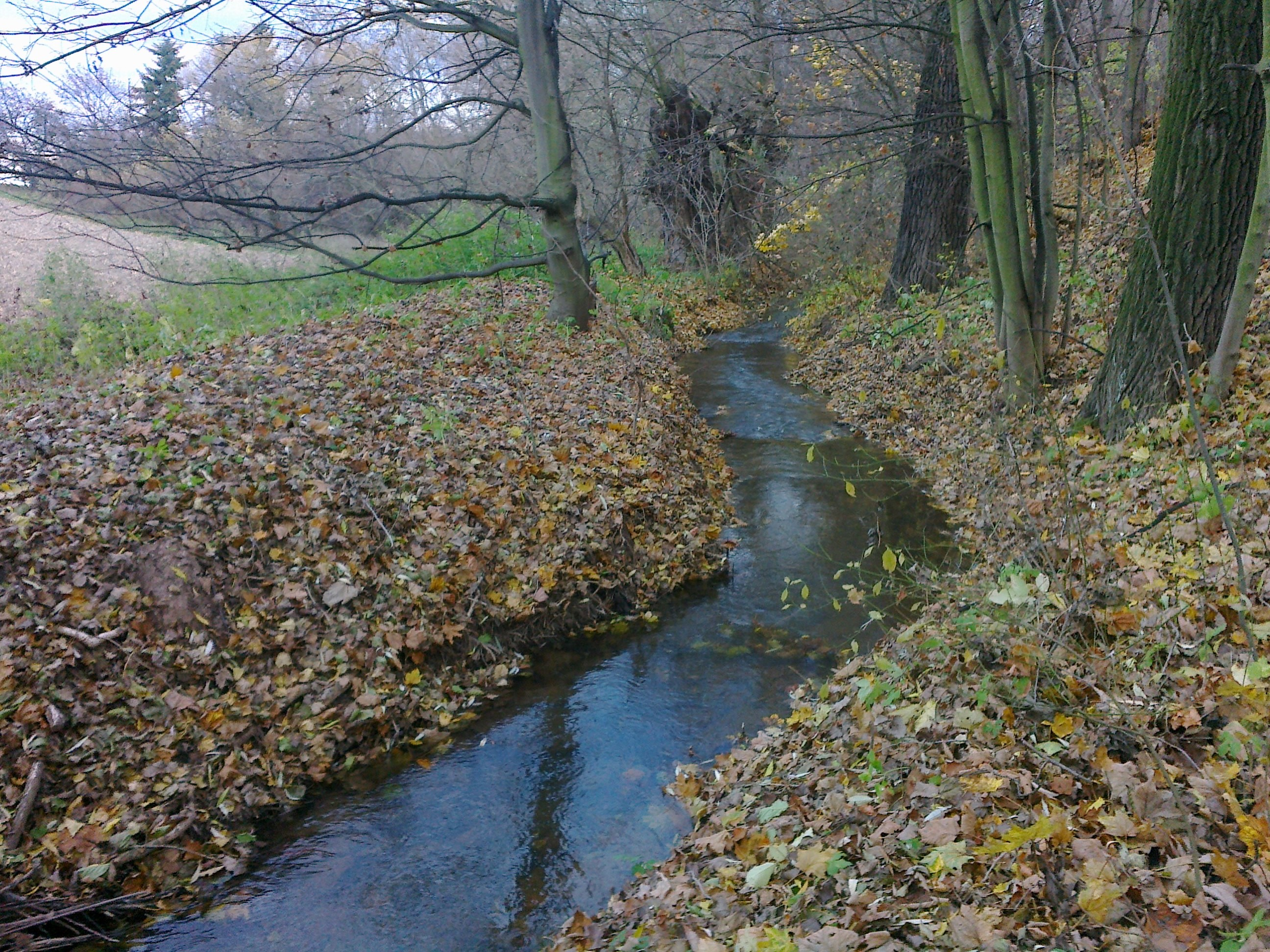
Tok Smolnického potoka